# Dynamische Abplattung
Unter dynamischer Abplattung {\displaystyle f_{d}} versteht man bei Himmelskörpern – insbesondere der Erde – jene Abplattung eines homogenen Rotationsellipsoids, das unter Einwirkung der bekannten Gezeitenkräfte anderer Himmelskörper die gleiche Periodendauer der Präzession zeigen würde. Weil der dichtere Kern geringerer Zentrifugalbeschleunigung unterliegt, ist die dynamische Abplattung üblicherweise geringer als die geometrische Abplattung:
{\displaystyle f_{d}<f_{g}}
bei der Erde:
{\displaystyle f_{d}={\frac {1}{305}}<f_{g}={\frac {1}{298}}}.
Immanuel Kant wurde zugeschrieben, als erster aus der Präzessionsperiode der Erde ihre dynamische Abplattung berechnet zu haben.